# إد كولمان
إد كولمان (بالإنجليزية: Ed Coleman)‏ هو لاعب كرة قاعدة أمريكي، ولد في 1 ديسمبر 1901 في كنبي في الولايات المتحدة، وتوفي في 5 أغسطس 1964 في أوريغون سيتي في الولايات المتحدة.

## وصلات خارجية
- إد كولمان على موقعبيزبول رفرنس.كوم (الدوري الرئيسي) (الإنجليزية)
- إد كولمان على موقعبيزبول رفرنس.كوم (الدوري الثانوي) (الإنجليزية)